# Rauf Hajiyev
Rauf Hajiyev (azeri: Rauf Soltan oğlu Hacıyev; født 15. maj 1922 i Baku, Aserbajdsjanske SSR, Sovjetunionen, død 19. september 1995, samme sted) var en sovjetisk aserbajdsjansk komponist, pianist og politiker.
Hajiyev studerede komposition og klaver på musikkonservatoriet i Moskva hos Nikolai Rakov, og på musikkonservatoriet i Aserbajdsjan hos Kara Karayev.
Han har skrevet 2 symfonier, orkesterværker, 3 balletter, 150 sange, kantater, 3 symfoniske digtninge og filmmusik.
Hajiyev havde ledende stillinger som minister i Kultur Ministeriet og i den Aserbajdsjanske Komponistforening.

## Udvalgte værker
- Symfoni nr. 1 "Ungdom" (1953) - for orkester
- Symfoni nr. 2 (1982) - for orkester